# Apple A5
Az Apple A5 egy 32 bites egylapkás rendszer, amelyet az Apple Inc. tervezett és a Samsung gyárt. Ez az Apple A4 csip utódja. Az A5 az Apple iPad 2 tabletjében jelent meg. Ugyanez a csip hajtja az iPhone 4S, ötödik generációs iPod Touch, harmadik generációs Apple TV készülékeket és az iPad minit. Ez megfelel az Apple gyakorlatának, az A4 csip bevezetése is hasonlóan történt: először az eredeti iPad, ezt követte az iPhone 4, majd az iPod Touch (negyedik generáció). Az Apple elfogult, ködös és homályos állításai szerint az A5 CPU elődjével, az A4-gyel összehasonlítva „kétszer annyi munkát végez” és a GPU „akár kilencszeres grafikai teljesítményt képes nyújtani”.

## Kialakítás
Az A5 egy NEON SIMD gyorsítóval ellátott kétmagos ARM Cortex-A9 MPCore CPU-ból és egy kétmagos PowerVR SGX543MP2 GPU-ból tevődik össze. Az Apple iPad 2 technikai specifikációja szerint az A5 órajele 1 GHz, bár az órajelfrekvenciát a processzor dinamikusan változtatja az akkumulátor élettartamának növelése miatt. Az iPhone 4S-ben alkalmazott egység órajele közelítőleg 800 MHz. Az Apple beépített egy képi jelfeldolgozó egységet is (image signal processor unit, ISP), ami a fejlett képi utófeldolgozási feladatokat végzi, mint például az arcfelismerés, fehérkiegyenlítés és automatikus képstabilizálás és egy „earSmart” egységet, gyártója az Audience, amelynek feladata a zaj megszüntetése.
Az A5 megjelenésekor úgy gondolták, hogy az ára kb. 75%-kal magasabb lesz, mint az előző generációé, és ez csökkenni fog a termelés növekedésével(2012 augusztusában). Az A5 csipet a Samsung Austin, Texas-i gyárában gyártják. A Samsung 3,6 milliárd dolláros fejlesztést végzett az austini gyáron, főleg a csipgyártó részlegen és az Apple termékek gyártására szolgáló részen. További 4,2 milliárd dollárt fektetett be az austini gyárba a 28 nm-es gyártási eljárásra való átállás miatt, 2013 második felére.
Az A5 termékek modellszámai a következők: S5L8940 (45 nm verzió), S5L8942 (32 nm verzió) és S5L8947 (32 nm, egymagos verzió). Az A5-nek létezik egy szélesebb memória-alrendszerrel és négy grafikus maggal ellátott változata is, ez az Apple A5X, ami a harmadik generációs iPad készülékekbe kerül.

### Apple A5 (S5L8940)
Az A5 csip első verziója, az iPhone 4S és iPad 2 eszközökben. Ez 45 nm-es folyamattal készül, lapkafelülete 122,2 mm². package on package (PoP) módszerrel készül, 512 MiB kétcsatornás LP-DDR2 DRAM-ot tartalmaz.

### Apple A5r2 (S5L8942)
Az A5 csip második verzióját a cég a 2012. márc. 7-vel megjelent Apple TV harmadik generációjában használja, az iPod Touch ötödik generációjában, az iPad miniben és az iPad 2 32 nm-es változatában. Ez a csip 32 nm-es eljárással készül, ID kódja S5L8942 és az Apple TV-ben egy magot kikapcsoltak benne. Az új A5 mérete közel 41%-kal kisebb az első generációs A5-énál, ami itt 69,6 mm² és ez is package on package (PoP) eljárással készül, 512 MB LPDDR2 DRAM-ot tartalmaz.

### Apple A5r3 (S5L8947)
2013 márciusában az Apple kibocsájtotta az Apple TV harmadik generációjának egy korszerűsített változatát (AppleTV3,2), amelyet az A5 processzor kisebb, egymagos változatával szereltek. Más A5 változatoktól eltérően ezt a verziót nem package-on-package (PoP) módszerrel készítik, mivel nincs benne beépített RAM. A csip igen kicsi, mindössze 37,8 mm², de a méretcsökkenés nem a csíkszélesség csökkentésének köszönhető (továbbra is 32 nm-es gyártási eljárással készül), ami azt jelzi, hogy ez egy áttervezett A5. A jelölése szerint a csip elnevezése APL7498, szoftverből pedig S5L8947.

## Apple A5 csipet tartalmazó termékek
- iPad 2 (A5 kétmagos 45 nm) – 2011 márciusa; (A5 kétmagos 32 nm) – 2012 márciusa
- iPhone 4S (A5 kétmagos 45 nm) – 2011 októbere
- Apple TV 3. generáció (A5 egymagos, 32 nm) – 2012 márciusa
- iPod Touch 5. generáció (A5 kétmagos 32 nm) – 2012 októbere
- iPad Mini (A5 kétmagos 32 nm) – 2012 novembere

## Galéria
Ezek a képek csak a közelítő méretek viszonyát illusztrálják.

## Lásd még
- Apple system on chips, Apple tervezésű ARM alapú egylapkás rendszerű (SoC) processzorok, fogyasztói elektronikai eszközökbe
- Apple A5X
- PowerVR SGX GPU-k, az iPhone 3GS és iPod Touch (3. generáció) eszközökben
- PWRficient, a P.A. Semi tervezte processzor, a céget az Apple felvásárolta és a házon belüli egyedi csiptervező részlegét alakította ki belőle.

## Fordítás
Ez a szócikk részben vagy egészben  az   Apple A5 című angol Wikipédia-szócikk ezen változatának fordításán alapul.  Az eredeti cikk szerkesztőit annak laptörténete sorolja fel. Ez a jelzés csupán a megfogalmazás eredetét és a szerzői jogokat jelzi, nem szolgál a cikkben szereplő információk forrásmegjelöléseként.